# آية مرار
آية مرار (من مواليد 20 أيلول 1980)، مغنية الأردن وكاتبة أغانٍ ومقدمة إذاعية. تعيش في المملكة المتحدة. ظهرت كمغنية أو كاتبة موسيقى مع فنانين من المملكة المتحدة مثل كالفن هاريس ودي جيه فريش (DJ Fresh) وكامو آند كروكيد (Camo & Krooked) وباسلاين سميث (Bassline Smith) وديلمن وجاك بيناتي (Dilemn and Jack Peñate).

## نشأتها
ولدت آية في عمان الأردن في 20 أيلول (سبتمبر) 1980 لأب أردني وأم تشيكية-بلغارية. عاشت في الأردن حتى هاجرت إلى المملكة المتحدة بعمر 18 عاماً، حيث بدأت مهنتها في الموسيقى في جامعة ورك

## الحياة المهنية
شاركت آية مرار في حركة الطبل والباس وسجلت أول أغنية لها بعنوان "Dance Child" مع Loxy & Ink. كما سجلت العديد من الأغاني الفردية قبل التعاون مع الفنان كالفن هاريس (Calvin Harris). وقامت بجولة حول العالم كجزء من فريقه، وتعاونت في ألبومه الثاني على ثلاث أغان. انطلقت بعدها كفنانة منفردة وأنشأت علامتها الخاصة المستقلة "Hussle Girl" كمنصة لإطلاق أغنيتها الفردية ولألبومها التالي "The Real". أطللقت ألبومها The Real في 15 تشرين الأول من خلال Hussle Girl وتسجيلات ترانزميشنز في المملكة المتحدة وRadikal Records في الولايات المتحدة وكندا.

## من أهم أعمالها
ألبوم: The Real (Hussle Girl / Transmission Recordings ) عام 2012

### أغاني منفردة
- "Mind Controller" (Hussle Girl 2012)
- "Unstoppable" (Hussle Girl / Transmission Recordings 2012)
- "The Raver" (Pilot Recordings 2012)
- "Alive" (Hussle Girl / Transmission Recordings 2013)
- "The Bass Soldiers EP" (Hussle Girl 2014)
- "Mind Controller (Tom Bull Remix)" (Hed Kandi Records/Ministry of Sound 2016)

## وصلات خارجية
- آية مرار على موقع ميوزك برينز (الإنجليزية)
- آية مرار على موقع ديسكوغز (الإنجليزية)

- الموقع الرسمي